# Điền Tự
Điền Tự (chữ Hán: 田緒, bính âm: Tian Xu, 764 - 20 tháng 5 năm 796), tước hiệu Nhạn Môn vương (雁門王), là tiết độ sứ Ngụy Bác dưới triều đại nhà Đường trong lịch sử Trung Quốc.

## Giết anh đoạt ngôi
Điền Tự là con trai thứ sáu của tiền tiết độ sứ Điền Thừa Tự, song không rõ mẹ ông là ai. Ông chào đời vào năm 764 dưới thời Đường Đại Tông. Vào lúc này, cha ông là Điền Thừa Tự đang nắm giữ chức Tiết độ sứ Ngụy Bác và bán li khai với triều đình trung ương. Điền Tự là người con trai thứ sáu trong số 11 người con của Điền Thừa Tự. Cuối những năm Đại Lịch, Điền Tự được triều đình phong làm Kinh Triệu phủ tham quân.
Tuy có nhiều con trai, nhưng Điền Thừa Tự lại thương yêu người cháu gọi mình bằng chú là Điền Duyệt, vì thế quyết định để Điền Duyệt là người kế tục mình. Năm 779, Điền Thừa Tự qua đời, Điền Duyệt được triều đình nhà Đường công nhận là Tiết độ sứ ở Ngụy Bác. Lúc này Điền Tự vẫn chưa thành niên và phải phục vụ dưới quyền của Điền Duyệt.
Điền Duyệt vốn cảm kích công ơn dưỡng dục của chú mình, vì thế đối xử với anh em Điền Tự rất tốt và hoàn toàn không nghi ngờ họ. Lúc Điền Tự trưởng thành, được phong làm chủ nha quân, tức chỉ huy quân bảo vệ phủ tiết độ. Điền Tự bản tính hung hiểm, hay phạm tội, tuy không bị trừng phạt nặng nhưng có lần ông đã bị Điền Duyệt giam giữ mấy ngày, vì thế ông sinh ra oán hận Điền Duyệt. Do trong trấn Điền Duyệt chủ trương tiết kiệm, hạn chế cả chi tiêu của anh em trong họ, vì thế Điền Tự cảm thấy mình phải sống thiếu thốn và càng oán giận anh hơn.
Từ năm 781, Điền Duyệt liên kết với Lý Duy Nhạc (về sau là Vương Vũ Tuấn) ở Thành Đức, Chu Thao ở Lư Long và Lý Nạp ở Tri Thanh chống lại nhà Đường, sử gọi là loạn tứ trấn. Đến mùa xuân năm 784, khi Đường Đức Tông hạ chiếu thư xá tội, thì ba trấn Ngụy Bác, Thành Đức, Tri Thanh đã xin hàng phục. Đức Tông cử đại thần Khổng Sào Phụ đến Ngụy châu thủ dụ quân sĩ của Điền Duyệt. Trong một đêm Điền Tự cùng các em và cháu uống rượu với nhau, trong tiệc ông không ngớt lời chỉ trích Điền Duyệt. Có một người cháu (không rõ tên) lên tiếng can ngăn. Tự giận, giết cháu đi. Đến lúc tỉnh rượu, ông mới hối hận, sợ Điền Duyệt biết chuyện, bảo rằng:
Bộc xạ tất giết ta mất.
Rồi quyết ý làm phản. Đêm ngày 26 tháng 3, Điền Duyệt thiết yến đãi Khổng Sào Phụ, khi trở về đã say khướt. Điền Tự cùng tả, hữu hơn 10 người kéo vào nơi ở của Điền Duyệt, giết chết ông ta. Sau đó giả lệnh của Duyệt, triệu các tướng Thái Tế, Hỗ Ngạc, Hứa Sĩ Tắc... đến chỗ mình rồi giết nốt; lại giết mẹ Điền Duyệt là Mã thị, tư thông với vợ Duyệt là Cao thị. Từ đó ở Hà Bắc, việc tàn hại cốt nhục xảy ra thường xuyên. Giết xong Điền Duyệt, Điền Tự sợ các tướng chẳng phục nên chạy ra Bắc môn, được ình Tào Tuấn, Mạnh Hi Hựu cho quân đến đưa Tự về phủ, tôn làm lưu hậu ở trấn. Ngày hôm đó, Tự bảo với quân sĩ: Nghịch tặc đang đêm xông vào phủ giết chết Bộc xạ rồi, đổ tội này cho Hỗ Ngạc, cắt đầu ông ta tế lễ cho Điền Duyệt. Sau đó báo việc cho Khổng Sào Phụ, nói rằng anh mình bị nghịch tặc giết hại, lấy Tự làm lưu hậu. Anh trai của ông là Điền Luân cũng bị chết trong loạn binh. Triều đình phong cho Điền Tự làm Tiết độ sứ mới ở Ngụy Bác. Mấy hôm sau quân sĩ mới biết kẻ chủ mưu thực sự là Điền Tự, nhưng lúc đó ngôi vị của Tự đã vững chắc nên không ai dám ho he cả.

## Tiết độ sứ Ngụy Bác
Lúc này Ngụy châu đang bị Tiết độ sứ Lư Long là Chu Thao bao vây. Chu Thao nghe tin Điền Duyệt bị giết, tỏ ra vui mừng, cho đó là quả báo việc Điền Duyệt phản bội mình. Sau đó Thao viết thư cho Điền Tự đề nghị lập lại liên minh. Ban đầu ông đồng ý. Tuy nhiên sau đó, các tướng trung thành với triều đình là Lý Bão Chân và Vương Vũ Tuấn sai người đến chỗ của ông, thuyết phục ông chống lại Chu Thao, hứa đem quân cứu viện, các trấn duy trì minh ước như khi Điền Duyệt còn sống. Các mưu sĩ dưới quyền của Điền Duyệt là Tằng Mục và Lô Nam Sử cũng ra sức thuyết phục, do đó Điền Tự vẫn quyết định trung thành với nhà Đường. Ông sai sứ đến Phụng Thiên yết kiến vua Đường, bày tỏ lòng trung. Do đó Đức Tông chấp thuận để ông là Tiết độ sứ.
Lúc đó Lý Bão Chân, Vương Vũ Tuấn đã đem quân đến cứu Ngụy châu, đánh bại quân của Chu Thao, buộc Thao phải lui về U châu và sau dâng biểu xin hàng. Loạn tứ trấn kể từ đó chấm dứt.
Năm 785, được gia phong Kiểm giáo Công bộ thượng thư. Đức Tông gả em gái mình là công chúa Gia Thành cho Điền Tự, phong ông là Phò mã đô úy. Công chúa không sinh được con trai, trong khi những người thiếp khác sinh cho Điền Tự ba người con là Điền Quý Hòa, Điền Quý Trí và Điền Quý An. Quý An nhỏ tuổi nhất nhưng được công chúa nuôi làm con, vì thế trở thành người kế tự ở Ngụy Bác.
Năm 790, có tin đồn rằng Lý Nạp ở Tri Thanh có ý định đưa Điền Triều (con trai nhỏ của Điền Thừa Tự) trở về Ngụy Bác để tranh quyền với Điền Tự. Điền Tự hay tin rất lo sợ. Ông nghe theo lời của gia thần Trương Quang Tá, dùng lễ vật hậu hĩnh lấy lòng Lý Nạp và khuyên ông đưa Điền Triều về Trường An, đồng thời chấp nhận hàng thứ sử Lệ châu Triệu Hạo (người trước đó đã dâng châu này cho Vương Vũ Tuấn ở Thành Đức). Lý Nạp chấp thuận, tiếp quản Lệ châu. Điền Tự còn giả chiếu chỉ của vua Đức Tông, trong chiếu công nhận Lệ châu thuộc Bình Lư, sai mang chiếu đến Vận châu cho Lý Nạp. Vương Vũ Tuấn rất giận, sai con là Vương Sĩ Thanh dẫn quân tấn công Bối châu của Ngụy Bác, chiếm được bốn quận của châu này. Mùa đông năm đó, triều đình ra mặt hòa giải, ra lệnh cho Lý Nạp trả lại Lệ châu cho Vương Vũ Tuấn. Lý Nạp cũng yêu cầu Vũ Tuấn trả lại bốn quận đã chiếm cho Ngụy Bác, Vũ Tuấn chấp thuận. Lý Nạp sau đó đồng ý trả lại Lệ châu.
Năm 794, Tiết độ sứ Chiêu Nghĩa là Lý Bão Chân qua đời, Đường Đức Tông bổ nhiệm Vương Kiền Hưu là tiết độ sứ mới ở trấn này, tuy nhiên tướng Nguyên Nghị dưới quyền Lý Bão Chân không phục và chống lại Vương Kiền Hưu. Cuộc giao tranh kéo dài hơn 1 năm, cuối cùng Nguyên Nghị thất bại, tổn thất 5000 binh mã và phải trốn khỏi trấn, chạy đến nương nhờ Điền Tự. Vua Đức Tông sợ thế lực phiên trấn nên cũng không dám đòi ông phải giao nộp Nguyên Nghị. Sau đó Điền Tự được dời làm Kiểm giáo Tả bộc xạ, thực ấp 3000 hộ, phong Thường Sơn quận vương, sau cải là Nhạn Môn quận vương; sau thăng chức Đồng trung thư môn hạ bình chương sự.
Trước kia, Điền Duyệt hạn chế sắc dục, sinh hoạt ăn uống có tiết độ. Đến khi Điền Tự lên thay thì thay đổi hẳn. Ông lãng phí của cải, tửu sắc vô độ, sức khỏe do đó ngày càng suy nhược. Mùa hạ năm 796, Điền Tự đột ngột qua đời, hưởng thọ 33 tuổi, được truy tặng là Tư không. Điền Quý An năm đó mới 15 tuổi, được các tướng sĩ dưới quyền ủng hộ làm lưu hậu. Triều đình nhà Đường công nhận quyền cai trị của Điền Quý An, phong làm Tiết độ sứ Ngụy Bác.